# Oospila euchlora
Oospila euchlora là một loài bướm đêm trong họ Geometridae.